# کاریسا مور
کاریسا مور (انگلیسی: Carissa Moore؛ زادهٔ ۲۷ اوت ۱۹۹۲) موج‌سوار اهل ایالات متحده آمریکا است.